# Romain Coolus
Romain Coolus, nom de plume de René Max Weil, né le 25 mai 1868 à Rennes (Ille-et-Vilaine) et mort le 9 septembre 1952 dans le 2e arrondissement de Paris (Seine), est un romancier, auteur dramatique et scénariste de film français..

## Biographie
René Max Weil est le fils de Salomon Weil, négociant rennais originaire de Dettwiller dans le Bas-Rhin, et d'Emma Brisac, sa seconde épouse, de Metz. Selon Alfred Jarry, Romain Coolus aurait fait une partie de ses études au lycée de Rennes, où il aurait connu lui aussi Hébert, professeur de physique, modèle du Père Ubu. Coolus poursuit ses études à Paris, au lycée Condorcet tout d'abord, puis à l'École normale supérieure. Jeune normalien, agrégé à 22 ans, il est nommé professeur de philosophie au lycée Marceau de Chartres. Il renonce au professorat ; il a 25 ans lorsqu'il fait jouer sa première pièce.
« Coolus a écrit des pièces très diverses de genre et de facture. Le plus souvent il se plaît à mettre sur la scène des cas singuliers et les étudie avec une précision aiguë et subtile. Mais son analyse n'est point sèche ; elle dévoile, tout au contraire, un sentiment profond de la misère humaine et une sincère, une ardente pitié ».
Il participa aussi régulièrement à La Revue blanche avec des poèmes ou des articles. Il était l'ami de Jules Renard, Édouard Vuillard, Tristan Bernard, Alfred Capus et Toulouse-Lautrec, qui lui fit son portrait. En 1899, le guide Paris-Parisien, qui le considère comme une « notoriété des lettres », relève son « talent très personnel » et son « style très lettré ». En 1920, il est un des fondateurs de la Confédération des travailleurs intellectuels.
Il a vécu 4 place du Trocadéro (16e arrondissement de Paris).
Il meurt le 9 septembre 1952 en son domicile dans le 2e arrondissement de Paris et est inhumé au cimetière du Père-Lachaise (90e division).

## Distinctions
- Commandeur de la Légion d'honneur (15 janvier 1928)[9]

## Œuvres

### Théâtre
- 1893 : Le Ménage Brésile (première pièce), comédie en un acte, au théâtre Libre d'Antoine en janvier 1893
- 1896 : Raphaël, comédie en trois actes, représentée la première fois à Paris le 12 février 1896 au théâtre de l'Œuvre de Lugné-Poë, publiée dans Théâtre complet (Albin Michel), tome VIII
- 1897 : L'Enfant malade, pièce en quatre actes, au théâtre des Escholiers, publié dans Théâtre complet (Albin Michel), tome 1. Selon Bethléem, cette pièce remaniée en 1908, aurait donné L'Enfant chérie [sic]
- 1898 : Lysiane, pièce en cinq actes, représentée la première fois à Paris au théâtre de la Renaissance le 20 avril 1898
- 1899 : Cœur blette, comédie en deux actes, au théâtre Antoine, publiée dans Théâtre complet (Albin Michel), tome X
- 1900 : Le Marquis de Carabas, comédie-bouffe en trois actes et en vers
- 1901 : Les Amants de Sazy, créé au théâtre du Gymnase en 1901, publié dans Théâtre complet (Albin Michel), tome I
- 1901 : Rue Spontini
- 1902 :  Lucette, comédie en trois actes, représentée pour la première fois à Paris au théâtre du Gymnase le 10 mai 1902, publiée dans Théâtre complet (Albin Michel), tome VIII
- 1903 : Yvonne dîne en ville
- 1903 : Antoinette Sabrier, pièce en 3 actes, en prose, création au théâtre du Vaudeville en 1903, première à la Comédie-Française le 28 mai 1929 avec une mise en scène de René Alexandre, publiée dans Théâtre complet (Albin Michel), tome II
- 1903 : Kangaroo, comédie en un acte, 1903
- 1903 : Les Pieds qui remuent
- 1905 : Petite Peste, pièce en trois actes, créée au théâtre du Vaudeville le 13 janvier 1905, reprise le 28 juin 1912 au théâtre de la Renaissance, publiée dans Théâtre complet (Albin Michel), tome II, adaptée au cinéma en 1938
- 1906 : L'Enfant chérie [sic], publié dans Théâtre complet (Albin Michel), tome IV, sans théâtre ni date. Serait, selon Bethléem, un remaniement de la pièce L'Enfant malade, jouée en 1897
- 1907 : Cœur à cœur, comédie en 3 actes, création au théâtre Antoine le 21 novembre 1907, publiée dans Théâtre complet (Albin Michel), tome I
- 1908 : Les Rendez-vous strasbourgeois, opéra-bouffe en un acte, musique de Charles Cuvillier, créé le 12 février 1908 à la Comédie-royale
- 1909 : Effets d'optique, comédie en 2 actes
- 1909 : Mirette a ses raisons, comédie en un acte, représentée pour la première fois à Paris à la Comédie-royale le 8 mars 1909
- 1909 : Quatre fois sept, vingt-huit, comédie en trois actes, représentée pour la première fois à Paris au Théâtre des Bouffes-Parisiens le 29 janvier 1909, publiée dans Théâtre complet (Albin Michel), tome IV
- 1909 : Le Risque, publié dans Théâtre complet (Albin Michel), tome VI
- 1910 : Une femme passa, comédie en 3 actes, représentée pour la première fois au théâtre de la Renaissance le 25 février 1910, publiée dans Théâtre complet (Albin Michel), tome V
- 1910 : Les Bleus de l'amour, comédie en 3 actes, représentée pour la première fois au théâtre de l'Athénée le 6 décembre 1910, publiée dans Théâtre complet (Albin Michel), tome III, adaptée au cinéma en 1918
- 1910 : Les Jeux de l'amour et de la conférence, comédie en un acte
- 1911 : La Revue des X, revue en 25 tableaux, avec Gaston Arman de Caillavet, Francis de Croisset, Albert Guinon, Max Maurey, Jacques Richepin, théâtre des Bouffes-Parisiens, 24 décembre
- 1912 : L'Autruche, publié dans Théâtre complet (Albin Michel), tome V, sans théâtre ni date (1912? ou 1923 selon Bethléem)
- 1912 :  La Côte d'amour, comédie en 3 actes, publié dans Théâtre complet (Albin Michel), tome VI
- 1913 : Les Roses rouges, pièce en trois actes, représentée pour la première fois au théâtre de la Renaissance le 30 septembre 1913, publiée dans Théâtre complet (Albin Michel), tome III
- 1914 :  L'Amour buissonnier, comédie en 2 actes, représentée pour la première fois au théâtre de la Renaissance le 7 février 1914, publiée dans Théâtre complet (Albin Michel), tome VII
- 1920 : L'Éternel masculin, comédie en trois actes, représentée pour la première fois au théâtre Michel le 29 novembre 1920, publiée dans Théâtre complet (Albin Michel), tome IX, sans théâtre ni date
- 1921 : Le Paradis fermé, comédie en trois actes, avec Maurice Hennequin, représentée pour la première fois à Paris sur le Théâtre de l'Athénée le 24 novembre 1921[10]
- 1922 : La Sonnette d'alarme, comédie en trois actes, avec Maurice Hennequin, représentée pour la première fois à Paris au théâtre de l'Athénée le 15 décembre 1922[10]
- 1922 : Diane au bain, pièce en quatre actes, avec Maurice Hennequin, au théâtre des Nouveautés
- 1924 : Né un dimanche, comédie en trois actes, publiée dans Théâtre complet (Albin Michel), tome VII, sans théâtre ni date
- 1925 : Les Baisers de Panurge, comédie en trois actes, avec André Rivoire, représentée pour la première fois à Paris à la Comédie Caumartin le 20 octobre 1925
- 1925 : La Fifille à sa mémère, comédie en un acte, représentée pour la première fois à Paris au Grand-Guignol le 25 avril 1925
- 1926 :  Les Vacances de Pâques, comédie, publiée dans Théâtre complet (Albin Michel), tome X
- 1927 : La reine de Biarritz, pièce en trois actes, avec Maurice Hennequin, au théâtre Antoine, adaptée au cinéma en 1934
- 1927 : Pas une secousse, opérette en trois actes, avec Blanche Alix, couplets de Victor Alix et Henri Jacques, musique de Victor Alix, créée à Monte-Carlo le 6 décembre 1927
- 1928 :  La Guêpe, comédie en trois actes, représentée la première fois au théâtre Femina le 4 octobre 1928
- 1930 : Pardon, Madame, comédie en trois actes, avec André Rivoire, représentée pour la première fois au théâtre Michel le 18 janvier 1930
- 1931 : Mad
- 1932 : Boby-Chéri, opérette en trois actes, avec Jacques Ardot (lyrics), musique de Victor Alix, représentée la première fois à Paris au théâtre de la Scala le 13 décembre 1932
- 1934 : Fragonard, comédie musicale en trois actes et quatre tableaux, avec André Rivoire (livret), musique de Gabriel Pierné, créée à Paris au théâtre de la Porte-Saint-Martin le 17 octobre 1934
- 1934 : Mandrin, opérette en quatre actes, avec André Rivoire (livret), musique de Joseph Szulc, représentée la première fois à Paris au théâtre Mogador le 12 décembre 1934

### Romans et recueils
- 1937 : Exodes et ballades

Non daté :

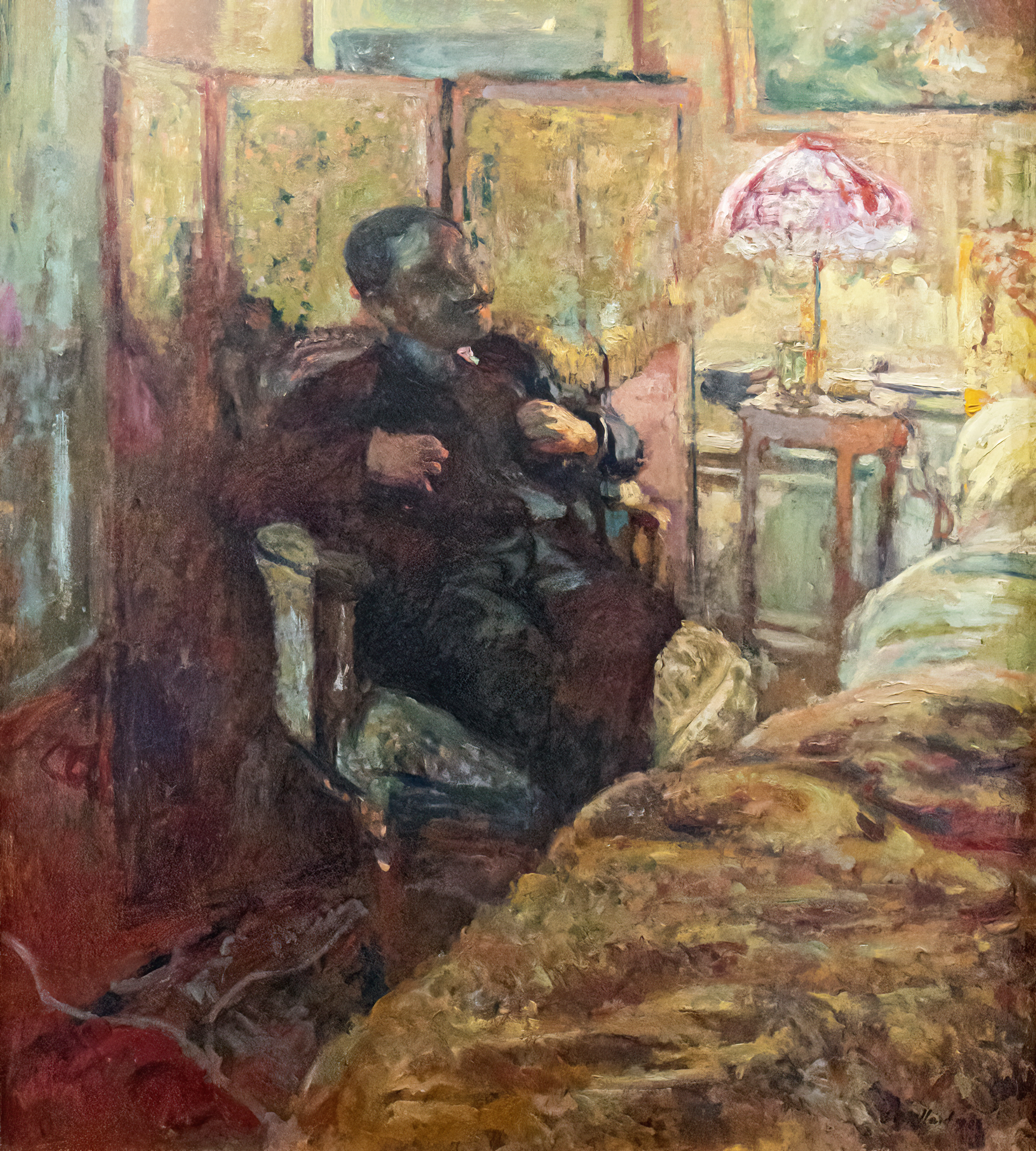
Portrait par Édouard Vuillard (1906).

- Les années terribles 1940-1944 ou de l'Armistice à la Libération

### Scénarios de films
- 1909 : Le Roman d'une bottine et d'un escarpin, réalisé par Georges Monca,
- 1909 : Le Chien de Montargis de Georges Monca première sortie le 3 septembre 1909
- 1917 : Les Bleus de l'amour, adapté et réalisé par Henri Desfontaines, d'après la pièce de Coolus créée en 1910
- 1927 : Antoinette Sabrier, réalisé par Germaine Dulac, d'après la pièce de Coolus créée en 1903
- 1932 : Cercasi Modella, réalisé par Emerich Walter Emo, d'après la pièce de Coolus et Hennequin Diane au bain, créée en 1922
- 1932 : Les Bleus de l'amour, seconde adaptation, réalisé par Jean de Marguenat, d'après la pièce de Coolus créée en 1910
- 1934 : La Reine de Biarritz, réalisé par Jean Toulout, d'après la pièce de Coolus et Hennequin créée en 1927
- 1935 : La Sonnette d'alarme, réalisé par Christian-Jaque, d'après la pièce de Coolus et Hennequin créée en 1922
- 1938 : Petite Peste, réalisé par Jean de Limur, d'après la pièce de Coolus créée en 1905

## Sources
- Romain Coolus, Théâtre complet, Paris, Albin Michel, 1921 (OCLC 4355753), en 10 volumes
- Film Database
- « Haussements d'épaules » (textes poétiques), volume 1 de la revue La Revue Blanche, oct 1891